# ヤラカシ
ヤラカシとは、いわゆる芸能人の追っかけの中でも、特にマナーの悪い人物に対して付けられる蔑称。裏オリキ（うらオリキ）とも呼ばれる。
元々はジャニーズ事務所所属のアイドルのファンで使われていた用語で、一般的な追っかけであるオリキに対し、芸能人の自宅や滞在先を突き止め張り込む、プライベートな時間の行動を尾行するなど、プライバシー侵害やストーキングに当たるような行為を行う人物のことを指していた。「オリキ」とは“追っかけに力（リキ）を入れている”の略。

ヤラカシが芸能人の携帯電話を奪って逃げるといった事件も発生しており、芸能人側でもヤラカシ対策が急務となっている。このような行為は1980年代から既に起きていた。
嫌がらせ電話をする、持ち物を盗む、郵便物を持ち去るなどの犯罪を行う。同様の傾向のファンの中には、ヤラカシは犯罪者であるにもかかわらず、ヤラカシグループの過激な行動に憧れてヤラカシのファン（"信者"）になる者がおり、ついにはヤラカシが握手会を開くなどということまで起きている。

## 背景と動機
ヤラカシ達はもはや犯罪と言われる行為(嫌がらせ電話をする、持ち物を盗む、郵便物を持ち去るなど)を好きなタレントに繰り返し、その一部始終を動画で撮影。タレントがもし怒ったり追い払おうとしたらSNSで「暴力を振るわれた」などと拡散させて、好きなタレントの注意を引きたいという歪んだ愛情が背景にある。

## 韓国でのヤラカシ
韓国のアイドルなどに対してこういった行為を行う者は韓国語に由来する「私生（サセン）ファン」「サセンペン」、あるいは単に「サセン」と呼ばれる。「芸能人及び有名人の私生活に侵入する」という意味がある。

## 対策・措置
- 地下アイドルの「夢色カンタービレ」は、メンバーである一色ほのかに対し、一人のファンが迷惑行為(チェキ券を投げる、物販中に怒鳴るなど)を相次ぎとったことにより、同ファンを出入り禁止にした[9]。
- ジャニーズ事務所は所属アーティストであるHey! Say! JUMPの2019年のアリーナツアーを一部のファンによる迷惑行為が改善されなかったとして開催見送りにした[10]。
- 乃木坂46、櫻坂46、日向坂46の三つの坂道グループは迷惑行為に対し、いかなる理由であってもただちに警察へ通報し、以降グループに関するすべてのイベント等に出入禁止処分とすると警告[11]。
- JO1、INIが所属をしている芸能事務所「ラポネエンターテインメント」は、無断で待ち伏せをする、居住地を詮索、監視、尾行する等のマナーを守っているファンや一般人にトラブルや迷惑を掛ける悪質な行為に対し、弁護士や警察などの各機関と連携、協力して厳正に対処するつもりだと警告[12][13]。